# Antonín Pikhart
Antonín Pikhart (7. dubna 1861 v Třebíči – 13. prosince 1909 Praha) byl moravský překladatel ze španělštiny a němčiny. Jeho manželkou byla Olga Theofila Pikhartová.

## Život
Antonín Pikhart pocházel ze smíšené česko-německé rodiny hostinského Antona Pikharta a Amalie rozené Vorlické.
V Praze vystudoval Právnickou fakultu německé univerzity Karlo-Ferdinandovy. Po studiích pracoval jako soudce městského soudu v Praze. Literárně vystupoval jako A. Pikhart. V roce 1891 se oženil s Olgou Hausmannovou.
Patřil mezi průkopníky překladu autorů Latinské Ameriky ze španělštiny, ke znalcům katalánské literatury – do češtiny převedl mimo jiné dvě divadelní hry katalánského dramatika Àngela Guimerà, pořídil první novodobý překlad Dona Quijota přímo ze španělštiny. Taktéž jako první pořídil český překlad nějakého díla latinskoamerické literatury, konkrétně románu María kolumbijského spisovatele Jorge Isaacse.
Zemřel předčasně na otravu krve po návratu z italské dovolené.

## Dílo

### Překlady
- Kniha písní – Heinrich Heine; úvod a poznámky napsal Arnošt Kraus. Praha: Jan Otto, 1892
- Proroctví a jiné novely – Pedro Antonio de Alarcón. Praha: František Šimáček, 1894
- Doňa Luz – Juan Valera. Praha: F. Šimáček, 1894
- Osud – Rafael Altamira. Praha: F. Šimáček, 1895
- Posvátný úkol – Tomás Carretero. Praha: F. Šimáček, 1895
- Tři španělské povídky: Ptáče ve sněhu – Armando Palacio Valdés; Nový dům – Carlos Frontaura; Kohout Ulyses – José Zahonero. [Obsahuje přívazky: Tereziny vlasy – Enrico Castelnuovo; Slepec a hluchoněmá – Antony Blondel; Z chudých povídek – Ksaver Šandor-Gjalski; Nevěsta – M. Golicyn-Muravlin.] Praha: J. Otto, 1895
- Povídky o dětech – Armando Palacio Valdés. Praha: F. Šimáček, 1896
- Karnarská Svatá a jiné povídky – Emilia Pardo Bazánová. Praha: J. Otto, 1896
- Zelený pták; Parsondes – Juan Valera. Praha: F. Šimáček, 1896
- Byl to světec! – Luis Coloma. Praha: F. Šimáček, 1897
- Maličkosti – Luis Coloma. Praha: F. Šimáček, 1897
- Jeho milovaný žák – Juan Ochoa. Praha: F. Šimáček 1897
- Nazarín – B. Pérez Galdós. Praha: J. R. Vilímek, 1897
- Dva veselé příběhy španělské: Dlouhé noci v Kordově – Narciso Campillo; Hlupák na trhu – Antonio de Valbuena. [Obsahuje přívazky: Kterak lidé umírají – Emil Zola; přeložila L. V.; Volby – Ivan Vazov; Pontský Pilát a jiné velikonoční povídky; Irena a Bludičky – Mariula.] Praha: J. Otto, 1897

- Vybrané novelly španělské – přeložili A. Pikhart: Osud; Slib – Manuel Martinez Barrionuevo. Karel Funk: Remogue; Ditě pluku; Povýšení Reggovo; Poslední noc; Neřesti kapitánovy – Federico Urrecha. [Přívazek: Útěk; Přednosta Stanice – Paul Bonnetain.] Praha: J. Otto, 1897
- Lazarillo z Tormes – Diego Hurtado de Mendoza. Praha: J. Otto, 1898
- Spravedlnost: španělská povídka – Manuel Martinez Barrionuevo. Praha: J. Otto, 1898
- Idyla nemocného – Armando Palacio Valdés. Praha: J. Otto, 1898
- Důmyslný rytíř Don Quijote de la Mancha – Miguel de Cervántes Saavedra. Praha: J. Ottto, 1899
- Don Juan Tenorio: nábožensko fantastické drama o dvou dílech – Don José Zorrilla. Praha: J. Otto 1902
- Chalupa – Vicente Blasco Ibáňez. Praha: Máj, 1903
- Paní Cornelia; Podvodný sňatek – Miguel de Cervantes Saavedra. [Obsahuje přívazky: Lazarillo z Tormes – Diego Hurtado de Mendoza; Poučné povídky; Cervantesovy novely – Miguel de Cervantes Saavedra.] Praha: J. Otto, 1903
- Třírohý klobouk – Pedro Antonio de Alarcón. [Obsahuje přívazek: Marianela – B. Perez Galdós.] Praha: J. Otto, 1904
- Marná chlouba – Vicente Blasco Ibanez. Praha: Máj, 1907
- V nížině: drama o třech jednáních – Àngel Guimerà; z katalánštiny. Praha: Máj, 1907
- Tajemství: román – Emilie Pardo Bazánová. [Obsahuje přívazek: Beznadějní – H. J. Bang.] Praha: Politika, 1907
- Básně – svaté Teresy de Jezus, sv. Juana de la Cruz, Rodrigueza del Padron, dona José Zorilly a Ricarda Gila. Jindřichův Hradec: V. Dobr., 1907
- María: jihoamerický román – Jorge Isaacs; illustrovali K. V. Muttich a Karel Vavřina. Praha: J. Otto, 1908
- Moře a nebe: tragedie o třech dějstvích – Àngel Guimerà; z katalánštiny. Praha: J. Otto, 1909
- Don Juan Manuel – Ramón del Valle-Inclán; in: 1000 nejkrásnějších novel... č. 41. Praha: J. R. Vilímek, 1913
- Léčitel – Manuel Ugarte; in: 1000 nejkrásnějších novel... č. 42. Praha: J. R. Vilímek, 1913
- Slib – Martinez Barrionuovo; in: 1000 nejkrásnějších novel... č. 45. Praha: J. R. Vilímek, 1913
- Na ullojském zámku – Emilie Pardo Bazánová. Praha: J. Otto, 1916
- José – Armando Palacio Valdés. Praha: J. Otto, 1920

### Jiné
- Starošpanělský zpěvník: anthologie lyrických básní španělských ze století XV.–XVII. – sestavil ze svých překladů. Praha: J. Otto 1905
- Španělský sborník. Díl I – sestavil a přeložil. Praha: Dědictví Komenského, 1908